# Karoling-ház
A Karoling dinasztia irányította a Frank Birodalmat és utódállamait a 8.-tól a 10. századig, miután 751-ben megdöntötték a Merovingok uralmát. Az uralkodóház nevét Martell Károlyról (Carolus Martellus) kapta, aki 732-ben megverte a mórokat a Tours melletti csatában, korábban Pippin-nemzetségként (vagy Pippinidák néven) nevezték őket. Legnagyobb alakja Nagy Károly (latinul Carolus Magnus) volt, akit 800-ban III. Leó pápa a Szent Római Birodalom császárává koronázott.

## Történet
A dinasztia két jelentős nemzetség összeolvadásából jött létre.
Egyrészt a Pipin-nemzetség másrészt Metzi Arnulf (Szent Arnulf), aki a Metzi egyházmegye püspökeként a 7. század végén nagy befolyással bírt a Meroving királyságokban, közös leszármazottaiból.

### Pipin-nemzetség
Austrasiai nemzetség, amely a 7. században tartósan meg tudta szerezni a majordomusi tisztséget. Hatalmuk odáig jutott, hogy idősebb Pipin (-640) fia, I. Grimoald megpróbálta saját fiát, az uralkodó Meroving király adoptált fiaként Childebert néven trónra ültetni. Azonban az apa és fia is 662-ben meghalt. Örökségük Grimolad nővére révén az Arnulfoké lett, azonban mivel a Pipin család volt a tekintélyesebb, ezért Pipin-nemzetségként éltek tovább.

### Arnulfingok
Mivel a katolikus egyházban a gergelyi reformokig nem volt általánosan kötelező a cölibátus, Metzi Arnulfnak fia született, Ansegisel, aki Szent Beggát (Landeni Pepin lányát) vette feleségül. Mivel a Pipin nemzetség Begga bátyjának 662-es halálával kihalt, fiuk, Herstali vagy más néven középső Pipin örökölte hatalmukat, illetve szerezte meg Austrasia majordomusa tisztséget.

#### Középső Pipin
Középső Pipin családja és a Frank Birodalom számára is döntő győzelmet aratott 687-ben a tertryi csatában, amelynek következtében mind Austrasia, mind Neustria háznagya ő lett. Ezt követően északon hozzáfogott, hogy a Rajna és a Waal folyókon átkelt frízeket (690, 695) és frízföldet meghódoltassa és keresztény hitre térítse. Pipin és II. Grimoald nevű fia 714-es halála után özvegye Theudoald nevű unokája nevében próbált meg kormányozni, amely a család hatalmának meggyengüléséhez vezetett. Végül a nemzetség tekintélyét Pipin egyik ágyasától született fia Martell (katonai pöröly) Károly állította újra helyre, aki magához ragadta a hatalmat.

### Karolingok
Pipin törvénytelen fia, Martell Károly olyannyira megerősítette hatalmát (tekintélyének a 732-es poitiers-i győzelem óriásit segített) hogy több évig az uralkodó meroving király nélkül kormányzott. Majordomusi tisztségében két fia III. Pipin frank király, illetve I. Karlmann frank király követte, ezáltal a Frank Birodalom újra felosztásra került. Nem tartott azonban ez sokáig mivel Karlmann 747-ben lemondott tisztségéről és Monte Casino kolostorába vonult, majd 754-ben elhunyt.
III. Pipin frank király (Kis Pipin) a frank előkelők és  Zakariás pápa támogatásával (aki a longobárdok elleni küzdelemben kapott segítséget a frankoktól) 751-ben letaszította a trónról, majd kolostorba záratta III. Childerich frank királyt, az utolsó Meroving királyt, és elfoglalta a trónt. 752-ben, Zakariás pápa engedélyével, Szent Bonifác frank királlyá koronázta Pipint.
Nagy Károly, Kis Pipin fia, 768-ban lett a frankok királya és III. Leó pápa 800-ban koronázta császárrá, ezzel megerősítette Zakariás pápa 8 évvel korábbi döntését, így vált törvényessé a nem királyi vérből származó Karolingok uralkodói joga.
A verduni szerződésben (843) létrehozott három frank állam mindegyikében a Karolingok uralkodtak.
A nyugati frank királyságban a hatalmat 987-ben átvevő Capeting-ház a Karoling család egyik ágából eredt.
A Keleti Frank Királyságban, amelyből a Német-római Birodalom kialakult, a Karolingok 911-ig ültek a trónon; utána egy szász hercegi család követte őket.

## Kapcsolódó szócikk
- A Karoling-házi uralkodóknak és örököseiknek családfája
- Karoling pénzrendszer